# Halòfits del Llac Salat d'Etosha
Les pastures halòfiles del l'estany salat d'Etosha (en anglès, Etosha Pan) són una ecoregió africana (codi de l'ecoregió: AT0902) que es desenvolupa a la part nord de Namíbia.

## Territori

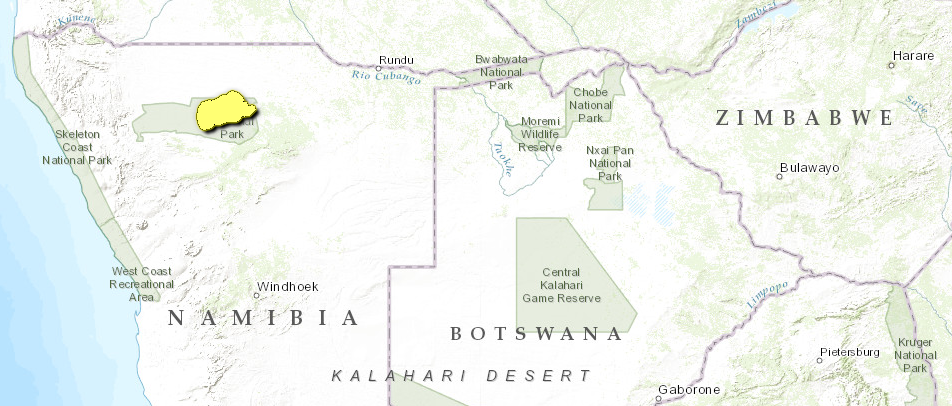
Situació de l'ecoregió del Llac Etosha en el sud oest africà

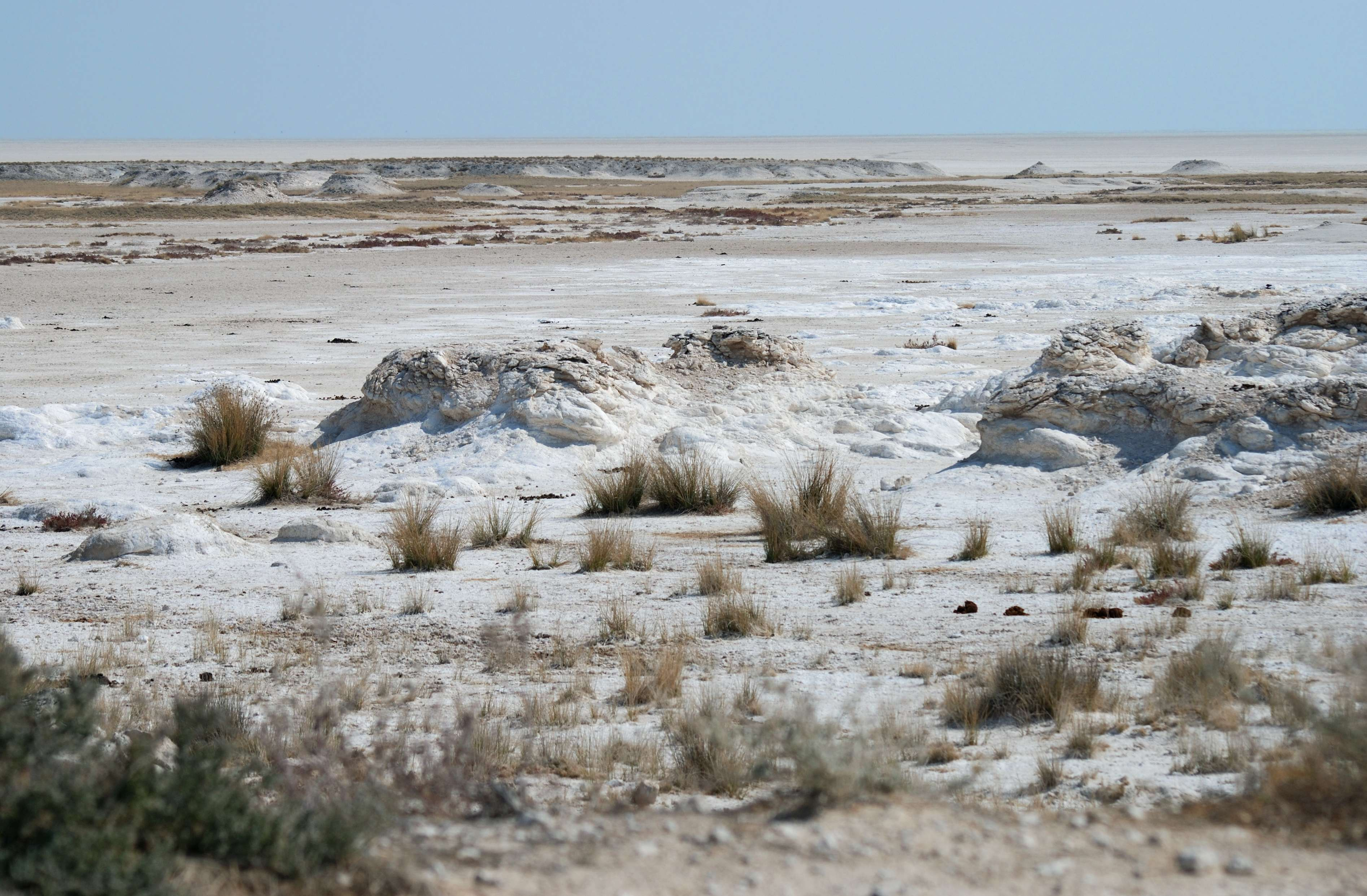
Vista de la crosta salina de l'estany d'Etosha

Etosha és una depressió salina de 5.000 km² (uns 130 km de llargada i 50 km d'amplària en el seu punt més ampli). La WWF considera l'extensió de l'ecoregió d'uns 7.200 quilòmetres quadrats. Es creu que fa prop de 12 milions d'anys, al Plistocè, aquesta zona era un llac poc profund, alimentat pel riu Cunene; més tard, el Cunene va canviar de curs i la zona es va convertir en un semi-desert. Durant la temporada seca, el sòl salí, esquerdat pel sol, assumeix l'intens color blanc del qual deriva el nom "Etosha", que en el llenguatge oshivambo (parlat per l'ètnia Ovambo que pobla la regió) significa "gran lloc blanc". Durant la temporada de pluges, la depressió és de vegades inundada pels rius Ekuma, Oshigambo i Omuramba Ovambo, convertint-se en un llac d'aigua salada poc profund.

## Flora

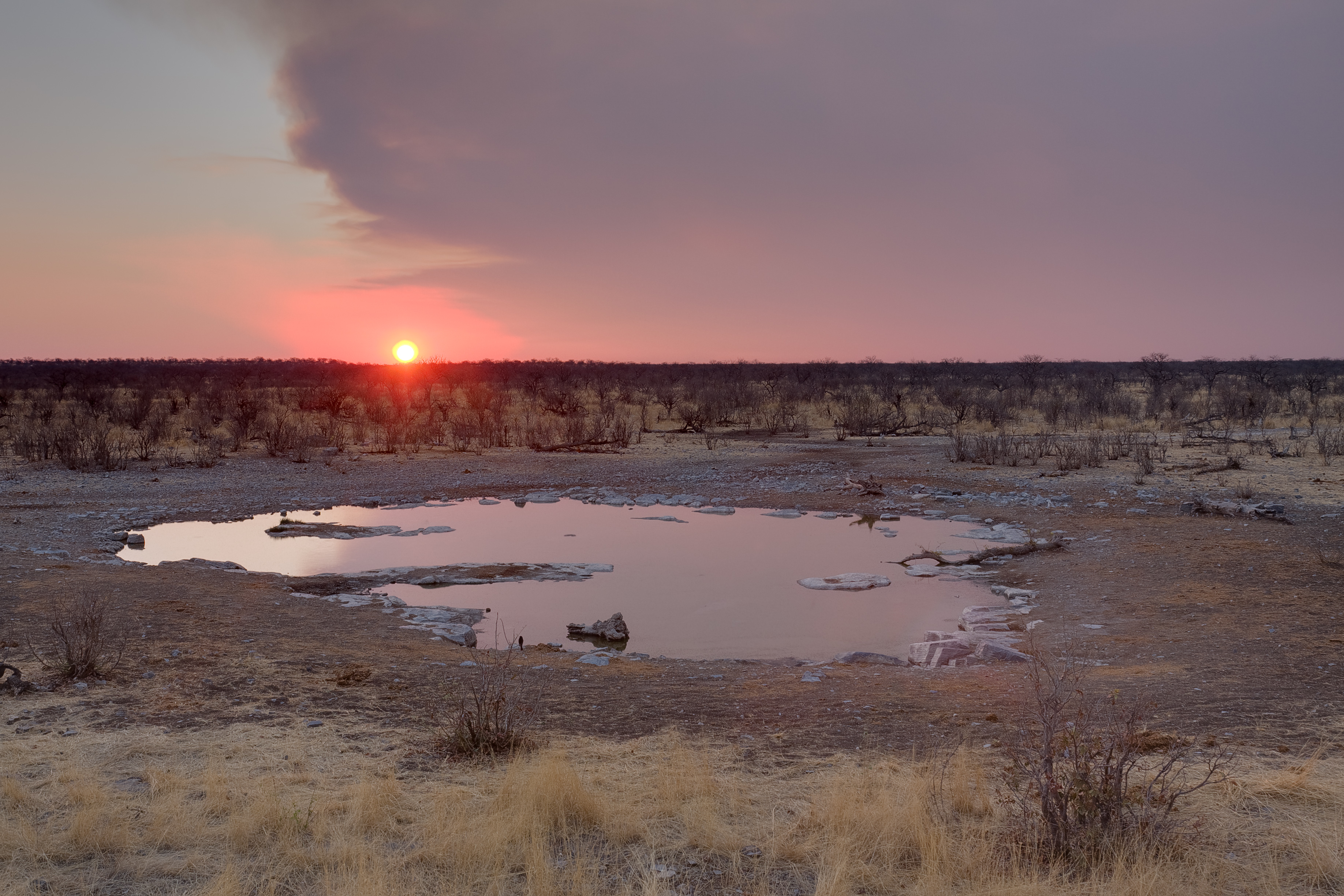
Lleu coberta vegetal de l'estany d'Etosha

L'àrea de l'estany és gairebé completament desproveïda de vegetació, amb l'excepció d'algunes espècies herbàcies aptes per a la salinitat, la més freqüent és Sporobolus salsus, una gramínia halòfita rica en proteïnes, agradable a les zebres i antílops durant l'estació seca.
La conca inundable està envoltada per una vora de vegetació halòfila composta gairebé exclusivament per tres espècies: Suaeda articulata, Sporobolus spicatus i Odyssea paucinervis. Aquests últims són dues espècies herbàcies que proliferen en successió cíclica, substituint-se mútuament: en les fases seques, en què el sòl està cobert per una escorça salina, la superfície és colonitzada per S. spicatus; quan la depressió està inundada, la crosta salina es dissol i O. paucinervis pren el relleu.

## Fauna

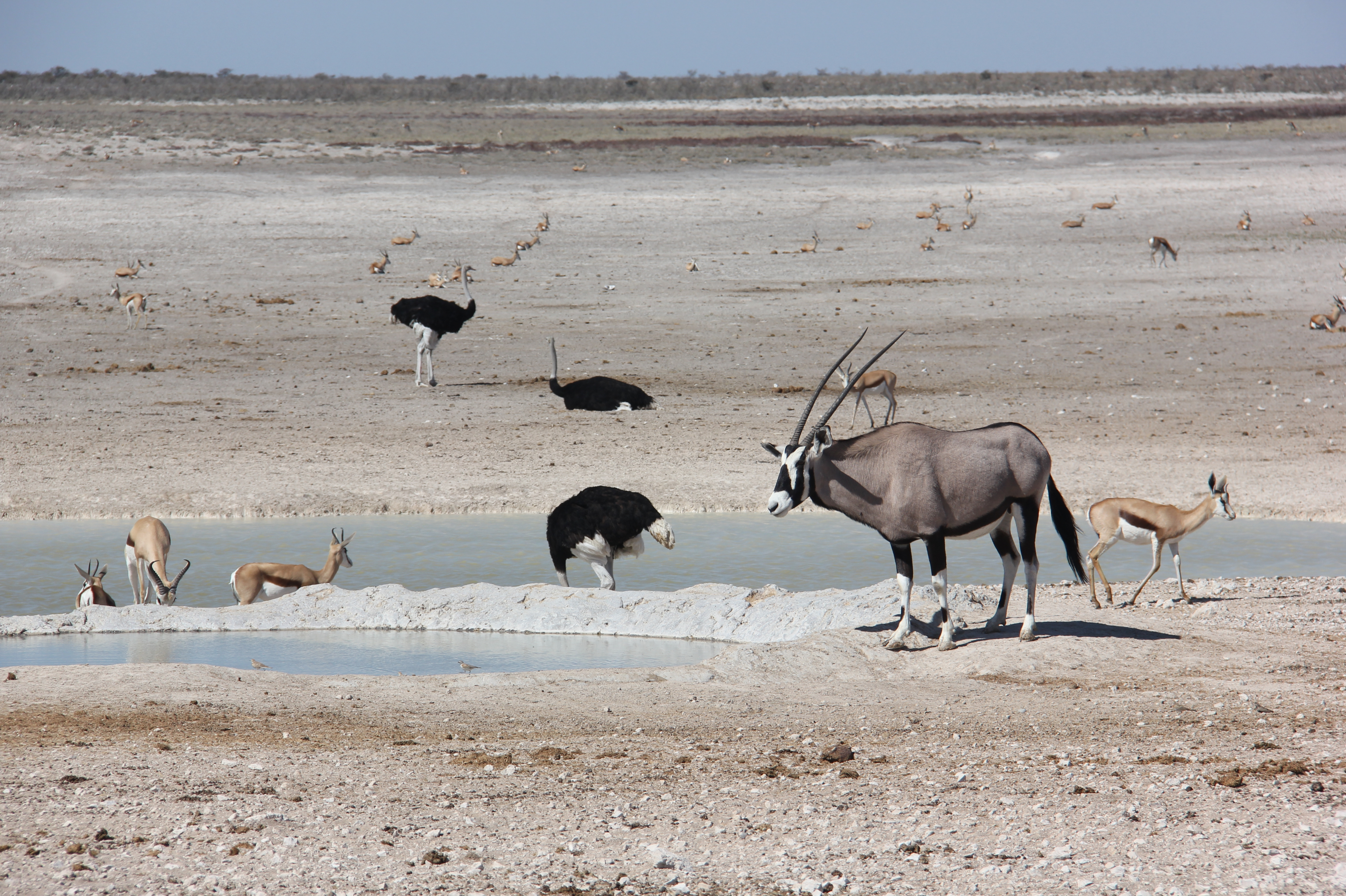
Petita mostra de la fauna d'Etosha -oryx, estruços, gaseles saltadores-

Les condicions climàtiques extremes de la conca receptora el converteixen en un entorn desfavorable per a la majoria de formes de vida.
L'únic animal d'una determinada talla que freqüenta el llac en l'estació seca és l'estruç (Struthio camelus), que nia en aquesta zona on els ous estan protegits de qualsevol depredador.
També hi ha un rèptil endèmic de l'ecoregió, l'agama d'Etosha (Agama etoshae), que pobla les zones de pastures halòfiles, que s'alimenten d'escarabats i tèrmits.

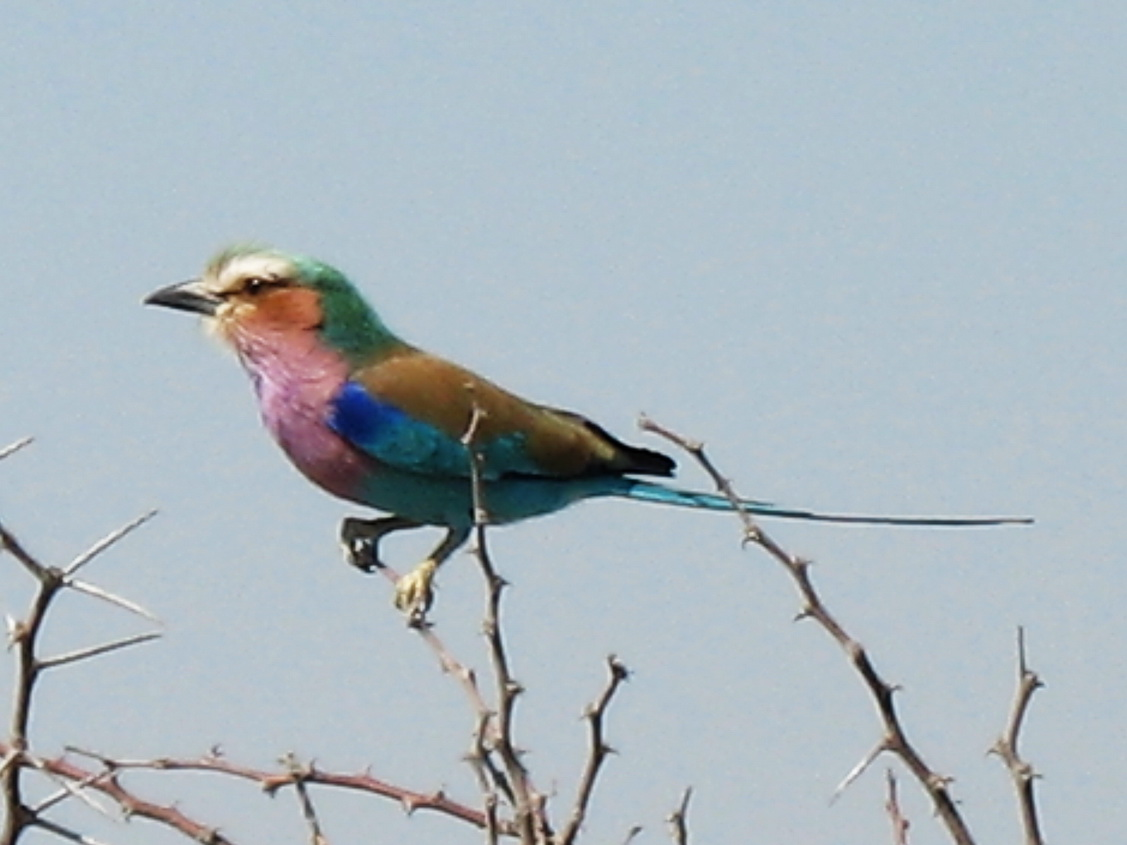
Gaig blau de clatell verd en un arbust del Parc Nacional d'Etosha

Per la resta, la fauna dominant consisteix principalment en petits crustacis, adaptats per a la supervivència en entorns àrids prolongats: els seus ous són resistents, fins i tot durant llargs períodes, a l'assecat i algunes espècies, tan aviat com es posen en contacte amb l'aigua, són capaç de completar el seu cicle de vida, des de la fresa fins a reproducció, en tan sols 24 hores.
En les fases inundables, el desert salí es converteix en un llac salat poc profund, on es reuneixen nombrosos ramats de pelicans (Pelecanus onocrotalus), flamencs vermells (Phoenicopterus ruber) i flamencs menors (Phoeniconaias minor).

## Conservació
Tota l'ecoregió es troba dins del parc nacional d'Etosha, el segon parc natural més gran de Namíbia, que abasta 22.270 km². El lloc està inclòs entre les zones humides protegides pel Conveni de Ramsar.